# Hobart International 2025 - Doppio
Il doppio femminile del torneo di tennis professionistico Hobart International 2025, facente parte della categoria WTA 250 nell'ambito del WTA Tour 2025, si gioca dal 6 all'11 gennaio 2025 a Hobart, in Australia.
In finale Jiang Xinyu e Wu Fang-hsien hanno sconfitto Monica Niculescu e Fanny Stollár con il punteggio di 6-1, 7-6(6). É il quinto titolo in carriera per Jiang e il terzo titolo in carriera per Wu. Questo è il secondo titolo per la coppia, che vince il secondo torneo consecutivamente dopo Auckland.
Chan Hao-ching e Giuliana Olmos erano le detentrici del titolo, ma entrambe hanno scelto di partecipare al concomitante torneo di Adelaide con compagne diverse.

## Teste di serie
1. Tereza Mihalíková /  Olivia Nicholls (semifinale)
2. Ulrikke Eikeri /  Makoto Ninomiya (quarti di finale)

1. Sofia Kenin /  Magda Linette (semifinale, ritirate)
2. Jiang Xinyu /  Wu Fang-hsien (Campionesse)

## Wildcard
1. Alexandra Bozovic /  Kaylah McPhee (primo turno)

1. Talia Gibson /  Maya Joint (quarti di finale)

## Tabellone

### Legenda
| - Q = Qualificato - WC = Wild card - LL = Lucky loser | - ALT = Alternate - SE = Special Exempt - PR = Protected Ranking | - w/o = Walkover - r = Ritirato - d = Squalificato |

|  | Primo turno | Primo turno             | Primo turno          | Primo turno | Primo turno |  |  | Quarti di finale | Quarti di finale        | Quarti di finale        | Quarti di finale      | Quarti di finale      |                       |      | Semifinali | Semifinali                | Semifinali                | Semifinali                     | Semifinali                     |   |   | Finale | Finale | Finale | Finale | Finale |  |
|  |             |                         |                      |             |             |  |  |                  |                         |                         |                       |                       |                       |      |            |                           |                           |                                |                                |   |   |        |        |        |        |        |  |
|  | 1           | T Mihalíková O Nicholls | 63                   | 7           | [10]        |  |  |                  |                         |                         |                       |                       |                       |      |            |                           |                           |                                |                                |   |   |        |        |        |        |        |  |
|  |             | Q Gleason K Zimmermann  | 7                    | 64          | [6]         |  |  | 1                | T Mihalíková O Nicholls | T Mihalíková O Nicholls | 2                     |                       |                       |      |            |                           |                           |                                |                                |   |   |        |        |        |        |        |  |
|  |             | M Katō R Zarazúa        | M Katō R Zarazúa     | 4           | 4           |  |  |                  | A Blinkova M Sherif     | A Blinkova M Sherif     | 0                     | r                     |                       |      |            |                           |                           |                                |                                |   |   |        |        |        |        |        |  |
|  |             | A Blinkova M Sherif     | A Blinkova M Sherif  | 6           | 6           |  |  |                  |                         |                         |                       |                       |                       |      | 1          | T Mihalíková O Nicholls   | 4                         | 7                              | [11]                           |   |   |        |        |        |        |        |  |
|  | 4           | X Jiang F-h Wu          | X Jiang F-h Wu       | 6           | 6           |  |  |                  |                         | 4                       | X Jiang F-h Wu        | 6                     | 5                     | [13] |            |                           |                           |                                |                                |   |   |        |        |        |        |        |  |
|  |             | E Appleton I Martins    | E Appleton I Martins | 4           | 2           |  |  | 4                | X Jiang F-h Wu          | X Jiang F-h Wu          | 6                     | 6                     |                       |      |            |                           |                           |                                |                                |   |   |        |        |        |        |        |  |
|  | WC          | T Gibson M Joint        | T Gibson M Joint     | 6           | 6           |  |  | WC               | T Gibson M Joint        | T Gibson M Joint        | 4                     | 2                     |                       |      |            |                           |                           |                                |                                |   |   |        |        |        |        |        |  |
|  | WC          | A Bozovic K McPhee      | A Bozovic K McPhee   | 3           | 1           |  |  |                  |                         |                         |                       |                       |                       |      | 4          | Jiang Xinyu Wu Fang-hsien | Jiang Xinyu Wu Fang-hsien | 6                              | 7                              |   |   |        |        |        |        |        |  |
|  |             | T Moore V Tomova        | T Moore V Tomova     | 5           | 3           |  |  |                  |                         |                         |                       |                       |                       |      |            |                           |                           | Monica Niculescu Fanny Stollár | Monica Niculescu Fanny Stollár | 1 | 6 |        |        |        |        |        |  |
|  |             | A Moratelli K Piter     | A Moratelli K Piter  | 7           | 6           |  |  |                  | A Moratelli K Piter     | A Moratelli K Piter     | 4                     | 5                     |                       |      |            |                           |                           |                                |                                |   |   |        |        |        |        |        |  |
|  |             | O Kalašnikova Q Tang    | O Kalašnikova Q Tang | 65          | 3           |  |  | 3                | S Kenin M Linette       | S Kenin M Linette       | 6                     | 7                     |                       |      |            |                           |                           |                                |                                |   |   |        |        |        |        |        |  |
|  | 3           | S Kenin M Linette       | S Kenin M Linette    | 7           | 6           |  |  |                  |                         |                         |                       |                       |                       |      | 3          | S Kenin M Linette         | S Kenin M Linette         | S Kenin M Linette              |                                |   |   |        |        |        |        |        |  |
|  |             | S Santamaria S Stephens | 7                    | 3           | [4]         |  |  |                  |                         |                         | M Niculescu F Stollár | M Niculescu F Stollár | M Niculescu F Stollár | w/o  |            |                           |                           |                                |                                |   |   |        |        |        |        |        |  |
|  |             | M Niculescu F Stollár   | 5                    | 6           | [10]        |  |  |                  | M Niculescu F Stollár   | M Niculescu F Stollár   | 6                     | 7                     |                       |      |            |                           |                           |                                |                                |   |   |        |        |        |        |        |  |
|  |             | M Lumsden A Sisková     | 0                    | 7           | [3]         |  |  | 2                | U Eikeri M Ninomiya     | U Eikeri M Ninomiya     | 1                     | 69                    |                       |      |            |                           |                           |                                |                                |   |   |        |        |        |        |        |  |
|  | 2           | U Eikeri M Ninomiya     | 6                    | 5           | [10]        |  |  |                  |                         |                         |                       |                       |                       |      |            |                           |                           |                                |                                |   |   |        |        |        |        |        |  |